# Sambenedettese 2015-2016
Questa pagina raccoglie le informazioni riguardanti la Società Sportiva Dilettantistica Sambenedettese nelle competizioni ufficiali della stagione 2015-2016.

## Divise e sponsor
Il fornitore tecnico per la stagione 2015-2016 è Lotto. Lo sponsor di maglia è ELITE.
| 1ª divisa | 2ª divisa | 3ª divisa |

## Rosa
| N. |                   | Ruolo | Calciatore           |
| -- | ----------------- | ----- | -------------------- |
|    | Italia (bandiera) | P     | Pierpaolo Cosimi     |
|    | Italia (bandiera) | P     | Filippo De Angelis   |
|    | Italia (bandiera) | P     | Simone Marroccella   |
|    | Italia (bandiera) | P     | Fabio Pegorin        |
|    | Italia (bandiera) | P     | Andrea Reali         |
|    | Italia (bandiera) | D     | Marco Boninsegni     |
|    | Italia (bandiera) | D     | Andrea Carminucci    |
|    | Italia (bandiera) | D     | Leonardo Casavecchia |
|    | Italia (bandiera) | D     | Diego Conson         |
|    | Italia (bandiera) | D     | Francesco Flavioni   |
|    | Italia (bandiera) | D     | Paolo Lomasto        |
|    | Italia (bandiera) | D     | Francesco Mapelli    |
|    | Italia (bandiera) | D     | Alessandro Montesi   |
|    | Italia (bandiera) | D     | Edoardo Pettinelli   |
|    | Italia (bandiera) | D     | Stefano Pino         |
|    | Italia (bandiera) | D     | Davide Salvatori     |
|    | Italia (bandiera) | D     | Alessio Tagliaferri  |
|    | Italia (bandiera) | C     | Filippo Baldinini    |
|    | Italia (bandiera) | C     | Mario Barone         |

| N. |                           | Ruolo | Calciatore          |
| -- | ------------------------- | ----- | ------------------- |
|    | Italia (bandiera)         | C     | Kevin Candellori    |
|    | Argentina (bandiera)      | C     | Emiliano Forgione   |
|    | Italia (bandiera)         | C     | Flavio Mattia       |
|    | Italia (bandiera)         | C     | Luigi Palumbo       |
|    | Italia (bandiera)         | C     | Vincenzo Perna      |
|    | Italia (bandiera)         | C     | Marco Pezzotti      |
|    | Italia (bandiera)         | C     | Marco Raparo        |
|    | Italia (bandiera)         | C     | Alessandro Sabatino |
|    | Italia (bandiera)         | C     | Emanuele Trofo      |
|    | Italia (bandiera)         | C     | Andrea Vallocchia   |
|    | Italia (bandiera)         | A     | Antonino Bonvissuto |
|    | Costa d'Avorio (bandiera) | A     | Aurelien Doua Bi    |
|    | Italia (bandiera)         | A     | Daniele Fioretti    |
|    | Albania (bandiera)        | A     | Rivolino Gavoci     |
|    | Italia (bandiera)         | A     | Simone Gori         |
|    | Italia (bandiera)         | A     | Salvatore Mallozzi  |
|    | Italia (bandiera)         | A     | Matteo Prandelli    |
|    | Italia (bandiera)         | A     | Lorenzo Sorrentino  |
|    | Italia (bandiera)         | A     | Mario Titone        |

## Calciomercato

### Sessione di dicembre(dall'1/12 al 17/12)
| Acquisti | Acquisti           | Acquisti          | Acquisti      |
| R.       | Nome               | da                | Modalità      |
| -------- | ------------------ | ----------------- | ------------- |
| D        | Andrea Carminucci  |                   | svincolato    |
| C        | Filippo Baldinini  | Forlì             | definitivo    |
| C        | Kevin Candellori   | Porto d'Ascoli    | definitivo    |
| C        | Marco Raparo       | Folgore Veregra   | definitivo    |
| A        | Luca Damiani       | Rieti             | fine prestito |
| A        | Daniele Fioretti   |                   | svincolato    |
| A        | Luca Italiano      | Unipomezia Virtus | definitivo    |
| A        | Salvatore Mallozzi |                   | svincolato    |

| Cessioni | Cessioni            | Cessioni           | Cessioni   |
| R.       | Nome                | a                  | Modalità   |
| -------- | ------------------- | ------------------ | ---------- |
| D        | Paolo Lomasto       | Città di Castello  | definitivo |
| D        | Francesco Mapelli   | Castelfidardo      | definitivo |
| D        | Stefano Pino        | Virtus Francavilla | definitivo |
| C        | Flavio Mattia       | Poggibonsi         | definitivo |
| C        | Vincenzo Perna      | Novese             | definitivo |
| C        | Emanuele Trofo      | Siracusa           | definitivo |
| A        | Antonino Bonvissuto | RapalloBogliasco   | svincolato |
| A        | Luca Damiani        | Flaminia C.C.      | prestito   |
| A        | Simone Gori         | Flaminia C.C.      | prestito   |
| A        | Luca Italiano       | Astrea             | prestito   |
| A        | Matteo Prandelli    | Flaminia C.C.      | definitivo |

### Sessione invernale(dal 04/01 all'1/02)
| Acquisti | Acquisti           | Acquisti  | Acquisti   |
| R.       | Nome               | da        | Modalità   |
| -------- | ------------------ | --------- | ---------- |
| P        | Riccardo Mazzoleni | Latina    | prestito   |
| D        | Edoardo Pettinelli | Perugia   | prestito   |
| A        | Rivolino Gavoci    | Pontedera | svincolato |

| Cessioni | Cessioni         | Cessioni | Cessioni      |
| R.       | Nome             | a        | Modalità      |
| -------- | ---------------- | -------- | ------------- |
| D        | Marco Boninsegni | Ternana  | fine prestito |

## Risultati

### Campionato

#### Girone di andata
| Arbitro: | Natilla (Molfetta) |

|                                      |           |                                        |
| Degano 14’ Omiccioli 55’ Cremona 83’ | Marcatori | 22’ Pezzotti 30’ Sorrentino 44’ Titone |

| Arbitro: | Santoro (Messina) |

|                                 |           |                |
| Salvatori 48’ Barone 50’ (rig.) | Marcatori | 24’ Di Massimo |

| Arbitro: | Meraviglia (Pistoia) |

|  |           |              |
|  | Marcatori | 82’ Sabatino |

| Arbitro: | Cascone (Nocera Inferiore) |

|              |           |  |
| Salvatori 3’ | Marcatori |  |

| Arbitro: | Marini (Trieste) |

|            |           |                                                         |
| Bugaro 79’ | Marcatori | 4’ Titone 20’ (rig.) Barone 71’ Pezzotti 81’ Bonvissuto |

| Arbitro: | Lillo (Brindisi) |

|                                                     |           |                                                    |
| Bonvissuto 7’, 78’ Barone 86’ (rig.) Pezzotti 90+4’ | Marcatori | 10’ Galli 13’, 37’ Margarita 25’ Petrucci 81’ Rega |

| Arbitro: | Gariglio (Pinerolo) |

|                      |           |                                                |
| Sivilla 45+2’ (rig.) | Marcatori | 5’, 64’ (rig.) Barone 52’ Salvatori 56’ Titone |

| Arbitro: | Di Cairano (Ariano Irpino) |

|            |           |                                               |
| Titone 20’ | Marcatori | 4’ Giovannini 25’ Girolamini 55’, 77’ Moretti |

| Arbitro: | Tursi (Valdarno) |

|  |           |                                     |
|  | Marcatori | 38’ (rig.) Barone 50’ (rig.) Titone |

| Arbitro: | Lorenzin (Castelfranco Veneto) |

|                                  |           |  |
| Bonvissuto 10’ Barone 33’ (rig.) | Marcatori |  |

| Arbitro: | Ruggiero (Roma 1) |

|               |           |                                           |
| Torbidone 35’ | Marcatori | 30’ (rig.) Barone 76’ Titone 87’ Sabatino |

| Arbitro: | Pashuku (Albano Laziale) |

|                           |           |  |
| Sorrentino 66’ Titone 70’ | Marcatori |  |

| Arbitro: | Garofalo (Torre del Greco) |

|  |           |                           |
|  | Marcatori | 16’ Sabatino 79’ Pezzotti |

| Arbitro: | Moro (Schio) |

|              |           |             |
| Sabatino 78’ | Marcatori | 85’ Mariani |

| Arbitro: | Maranesi (Ciampino) |

|                                                          |           |                          |
| Sabatino 11’ Sorrentino 16’ Titone 54’, 77’ Pezzotti 88’ | Marcatori | 43’ Chiochia 84’ Marolda |

| Arbitro: | Cavallina (Parma) |

|                   |           |                           |
| Vitale 49’ (rig.) | Marcatori | 27’ Sorrentino 34’ Titone |

| Arbitro: | Zizzardi (Finale Emilia) |

|                      |           |  |
| Fedi 2’ Napolano 61’ | Marcatori |  |

#### Girone di ritorno
| Arbitro: | Bertelli (Busto Arsizio) |

|             |           |           |
| Sabatino 4’ | Marcatori | 1’ Degano |

| Arbitro: | Santoro (Messina) |

|                |           |                                 |
| Di Massimo 24’ | Marcatori | 48’ Salvatori 50’ (rig.) Barone |

| Arbitro: | Perissinotto (San Donà di Piave) |

|                                   |           |                |
| Casavecchia 24’ Titone 63’ (rig.) | Marcatori | 52’ Alessandro |

| Arbitro: | D'Ambrogio (Frosinone) |

|              |           |                                     |
| Trillini 31’ | Marcatori | 46’ Baldinini 73’ Barone 83’ Titone |

| Arbitro: | Gualtieri (Asti) |

|                           |           |  |
| Sorrentino 70’ Conson 72’ | Marcatori |  |

| Arbitro: | Pedretti (Lovere) |

|              |           |             |
| Alijević 45’ | Marcatori | 44’ Palumbo |

| Arbitro: | Ayroldi (Molfetta) |

|           |           |  |
| Titone 2’ | Marcatori |  |

| Arbitro: | Gariglio (Pinerolo) |

|                     |           |                                            |
| Pesaresi 54’ (rig.) | Marcatori | 48’ Titone 71’ Sorrentino 90+2’ Candellori |

| Arbitro: | Somma (Castellammare di Stabia) |

|                |           |              |
| Sorrentino 11’ | Marcatori | 52’ Mingione |

| Arbitro: | Tursi (Valdarno) |

|  |           |           |
|  | Marcatori | 3’ Titone |

| Arbitro: | Capezzi (Valdarno) |

|            |           |  |
| Conson 39’ | Marcatori |  |

| Arbitro: | Miele (Nola) |

|              |           |                   |
| Padovani 80’ | Marcatori | 37’ (rig.) Barone |

| Arbitro: | Degli Espositi (Bologna) |

|                           |           |            |
| Titone 18’ Sorrentino 42’ | Marcatori | 21’ Frulla |

| Arbitro: | Finzi (Foligno) |

|           |           |                                        |
| Miani 30’ | Marcatori | 57’ Gavoci 60’ Fioretti 90’ Candellori |

| Arbitro: | Tolve (Salerno) |

|                                      |           |                                                                   |
| Santoro 37’ Conte 39’ Gragnoli 90+4’ | Marcatori | 22’ (aut.) Marolda 25’ Pezzotti 52’ Gavoci 68’ Doua Bi 81’ Titone |

| Arbitro: | Campagnolo (Bassano del Grappa) |

|                |           |                              |
| Vallocchia 37’ | Marcatori | 85’ Massimo 90+3’ dos Santos |

| Arbitro: | Petrella (Viterbo) |

|  |           |                                                        |
|  | Marcatori | 20’ Sorrentino 41’ Titone 55’ Sabatino 65’ Casavecchia |

### Poule scudetto
| Arbitro: | Tursi (Valdarno) |

|                       |           |                                  |
| Guazzo 15’ Corapi 40’ | Marcatori | 68’ Sabatino 90+3’ (rig.) Titone |

| Arbitro: | Gariglio (Pinerolo) |

|  |           |           |
|  | Marcatori | 85’ Conti |

### Coppa Italia Serie D
| Arbitro: | Mastrogiuseppe (Sulmona) |

|                                                 |           |  |
| Prandelli 4’ Barone 34’ (rig.) Sorrentino 90+1’ | Marcatori |  |

| Arbitro: | Pragliola (Terni) |

|                                                              |                      |                                                                |
| Chornopyschuc 18’                                            | Marcatori            | 54’ Gori                                                       |
| Cichella Traini Raparo Fuschi Padovani Giallonardo Calvaresi | Tiri di rigore 6 – 5 | Vallocchia Casavecchia Mattia Pezzotti Prandelli Lomasto Perna |

## Statistiche

### Statistiche di squadra
| Competizione         | Punti       | In casa | In casa | In casa | In casa | In casa | In casa | In trasferta | In trasferta | In trasferta | In trasferta | In trasferta | In trasferta | Totale | Totale | Totale | Totale | Totale | Totale | DR  |
| Competizione         | Punti       | G       | V       | N       | P       | Gf      | Gs      | G            | V            | N            | P            | Gf           | Gs           | G      | V      | N      | P      | Gf     | Gs     | DR  |
| -------------------- | ----------- | ------- | ------- | ------- | ------- | ------- | ------- | ------------ | ------------ | ------------ | ------------ | ------------ | ------------ | ------ | ------ | ------ | ------ | ------ | ------ | --- |
| Campionato           | 81          | 17      | 11      | 3       | 3       | 32      | 20      | 17           | 14           | 3            | 0            | 44           | 16           | 34     | 25     | 6      | 3      | 76     | 36     | +40 |
| Poule scudetto       | 1           | 1       | 0       | 0       | 1       | 0       | 1       | 1            | 0            | 1            | 0            | 2            | 2            | 2      | 0      | 1      | 1      | 2      | 3      | -1  |
| Coppa Italia Serie D | primo turno | 1       | 1       | 0       | 0       | 3       | 0       | 1            | 0            | 1            | 0            | 1            | 1            | 2      | 1      | 1      | 0      | 4      | 1      | +3  |
| Totale               | 82          | 19      | 12      | 3       | 4       | 35      | 21      | 19           | 14           | 5            | 0            | 47           | 19           | 38     | 26     | 8      | 4      | 82     | 40     | +42 |

### Andamento in campionato
| Giornata  | 1 | 2 | 3 | 4 | 5 | 6 | 7 | 8 | 9 | 10 | 11 | 12 | 13 | 14 | 15 | 16 | 17 | 18 | 19 | 20 | 21 | 22 | 23 | 24 | 25 | 26 | 27 | 28 | 29 | 30 | 31 | 32 | 33 | 34 |
| --------- | - | - | - | - | - | - | - | - | - | -- | -- | -- | -- | -- | -- | -- | -- | -- | -- | -- | -- | -- | -- | -- | -- | -- | -- | -- | -- | -- | -- | -- | -- | -- |
| Luogo     | T | C | T | C | T | C | T | C | T | C  | T  | C  | T  | C  | C  | T  | C  | C  | T  | C  | T  | C  | T  | C  | T  | C  | T  | C  | T  | C  | T  | T  | C  | T  |
| Risultato | N | V | V | V | V | P | V | P | V | V  | V  | V  | V  | N  | V  | V  | V  | N  | V  | V  | V  | V  | N  | V  | V  | N  | V  | V  | N  | V  | V  | V  | P  | V  |
| Posizione | 6 | 3 | 3 | 3 | 2 | 3 | 1 | 1 | 1 | 1  | 1  | 1  | 1  | 1  | 1  | 1  | 1  | 1  | 1  | 1  | 1  | 1  | 1  | 1  | 1  | 1  | 1  | 1  | 1  | 1  | 1  | 1  | 1  | 1  |

Legenda:

Luogo: C = Casa; T = Trasferta. Risultato: V = Vittoria; N = Pareggio; P = Sconfitta.